# 阿什利·費舍爾
阿什利·費希爾（Ashley Fisher，1975年9月25日—）是一位澳洲職業網球運動員，1998年轉職業。費希爾沒有打任何一場ATP單打比賽，他主要參加雙打賽事。2009年6月22日，他到達目前為止最高雙打排名59位。他曾在2006年美國公開賽，闖入大滿貫雙打賽事四強。

## 職業生涯
2006年美國公開賽，費希爾與美國球員特里普·菲利普斯搭擋，首度闖入四強，他們被約納斯·比約克曼與马克斯·米尔内以6–1、6–4直落二盤淘汰。溫布頓錦標賽，他與尼古萊·達維登科闖入八強，他們被約納斯·比約克曼與托德·伍德布里奇所淘汰。他目前為止獲得27個雙打冠軍，其中23座屬於挑戰賽與未來賽，餘下4座是ATP賽事冠軍。

## 外部連結
- 阿什利·費舍爾（英文/西班牙文）的官方資料
- 阿什利·費舍爾的國際網球總會 職業／青少年 官方資料（英文）
- 阿什利·費舍爾的官方資料（英文）
- Ashley Fisher – Player Profiles - Players and Rankings - News and Events - Tennis Australia （页面存档备份，存于） （英文）